# Francisco Calvo
Francisco Calvo Quesada (født 8. juli 1992 i San José) er en costaricansk professionel fodboldspiller, som spiller for Liga MX-klubben Juárez og Costa Ricas landshold.

## Karriere

### FC Nordsjælland
I foråret 2013 i den danske klub FC Nordsjælland, hvor det blev til 3 kampe som indskifter i Superligaen. Kontrakten med klubben blev ophævet før tid, da Calvo ikke var i nærheden af spilletid for FC Nordsjælland.